# فوهة خنسو

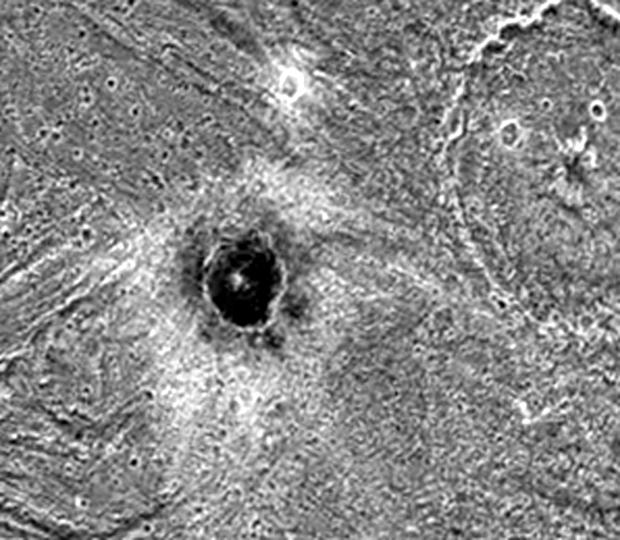

فوهة خنسو (بالإنجليزية: Khensu crater)‏ هي فوهة صدمية على غانيميد، أكبر أقمار المجموعة الشمسية وهو ضمن الأقمار الأربعة لأضخم كوكب المشتري. يبلغ قطرها حوالي 14.2 كيلومتراً.